# Mine de Cerro Colorado
 (mars 2025).
La mine de Cerro Colorado est une mine à ciel ouvert de cuivre située Chili. Elle appartient en totalité à BHP Billiton. Sa production a démarré en 1994.